# Ribera Alta de Navarra
La Ribera Alta de Navarra (en euskera y cooficialmente Erriberagoiena) es una comarca oficial de la Comunidad Foral de Navarra (España), que está compuesta por las poblaciones situadas cerca de la confluencia entre los ríos Arga y Aragón, en la Ribera de Navarra. Son municipios pertenecientes a las merindades de Estella, de Olite y Tudela.

## Municipios
Forman parte los siguientes municipios:
- Azagra
- Cadreita
- Falces
- Funes
- Marcilla
- Milagro
- Peralta
- Villafranca

Algunos de estos municipios se agrupan en la Mancomunidad de la Ribera Alta de Navarra para la gestión de los residuos sólidos urbanos.